# Claudine Guérin de Tencin
Claudine Alexandrine Guérin de Tencin, baronessa de Saint-Martin-de-Ré (27 d'abril de 1682 – 4 de desembre de 1749) va ser una escriptora francesa que hostatjava un saló literari. Era la mare de Jean le Rond d'Alembert, encara que ella el va deixar a les portes de l'església de Saint-Jean-le-Rond de París als pocs dies del naixement del filòsof i enciclopedista.
Claudine nasqué a Grenoble, on el seu pare, Antoine Guérin, sieur de Tencin, era el president del Parlament. Claudine va arribar a ser monja, però se secularitzà amb permís formal del papa Climent XI. Es creu que va tenir una relació amorosa, quan encara era monja, amb el soldat irlandès exilat Arthur Dillon.
Es va unir amb la seva germana Mme. de Ferriol a París, on aviat establí un salon. Entre els seus nombrosos amants i benefactors es trobaven Louis-Camus Destouches, amb qui va tenir un fill il·legítim, Jean le Rond d'Alembert, i Guillaume Dubois, el futur primer ministre i arquebisbe.
Una de les seves relacions, Charles-Joseph de la Fresnaye, es va suïcidar a casa seva i Mme. de Tencin va haver de passar un temps al Châtelet i després a la Bastille, però va ser-ne declarada innocent pel Grand Consul.
Ella considerava que el rei Louis XV estava massa influït pel seu millor amic, el Maréchal de Richelieu.
En el seu saló literari hi acudien habitualment Bernard le Bovier de Fontenelle, Charles de Secondat, Baron de Montesquieu, Charles-Irénée Castel de Saint-Pierre, Pierre de Marivaux, Alexis Piron i d'altres.
Va admetre-hi també estrangers com Henry St John, Viscount Bolingbroke i Philip Stanhope, Earl of Chesterfield.

## Novel·les
Va ser una novel·lista de mèrit considerable. La seva millor obra és Mémoires du comte de Comminge (1735).
Els seus llibres, amb els de Marie-Madeleine de La Fayette, van ser editats per Etienne i Jay (París, 1825); i la seva correspondència com Lettres de Mmes. de Villars, de La Fayette et de Tencin (París, 1805–1832).